# American Laser Games
American Laser Games foi uma empresa de criação de jogos para video-game, sediada em Albuquerque, Novo México, Estados Unidos.